# Xylotrupes ulysses
Xylotrupes ulysses là một loài bọ cánh cứng bản địa của Úc.

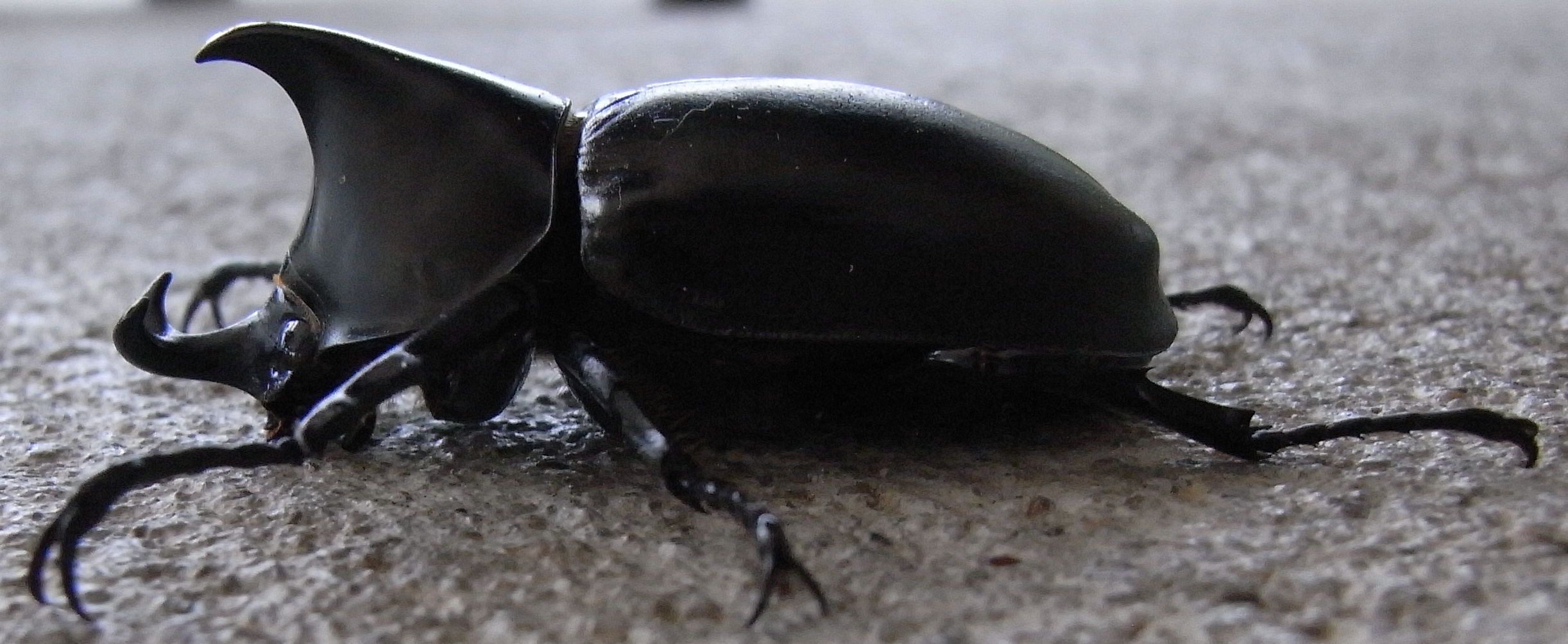
lateral view
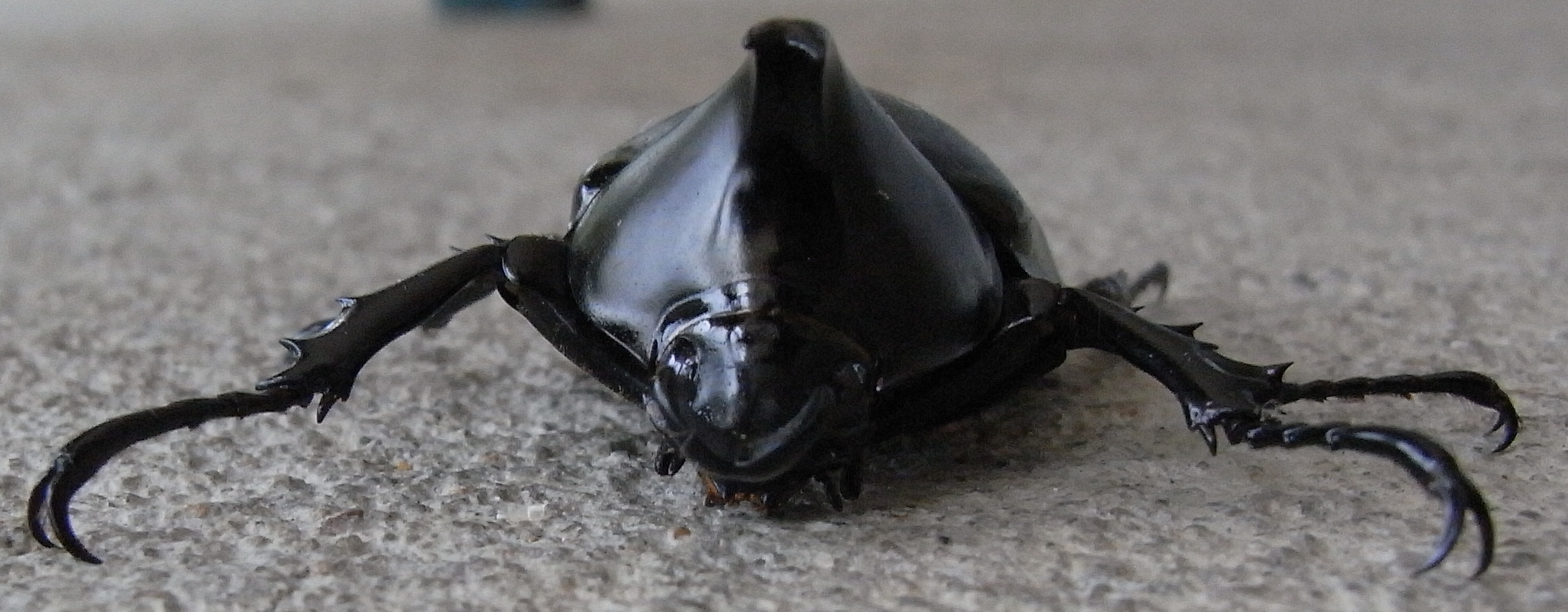
cranial view